# スティーヴン・スピルバーグ
スティーヴン・スピルバーグ（Steven Spielberg、1946年12月18日 - ） は、アメリカ合衆国の映画製作者。アメリカ映画アカデミー会員。大英帝国勲章（KBE） 受章。フォーブスの「アメリカで最も裕福なセレブリティ」2位の人物である。2018年には総興行収入が100億ドル（約1兆728億円）を超えた初めての映画監督となった。

## 経歴

### 生い立ち
オハイオ州シンシナティでウクライナ系ユダヤ人の家庭に生まれ、アリゾナ州に育つ。古い資料では1947年生まれとなっているが、これはスピルバーグが長年1947年生まれと偽ってきたためで、1946年生まれが正しい。
Spielberg（シュピールベルク）というドイツ語の姓は直訳すると「芝居山」という意味で、祖先が17世紀に居住していたオーストリアの町の名前に由来する。英語訳では「Playmount」となり、彼が若い頃の映画製作の社名にしていた。
父アーノルド・スピルバーグ（1917年 - 2020年）は電気技師、母リア・アドラー（1920年 - 2017年）はコンサートピアニスト（後にレストラン経営者となり、ロサンゼルスで“The Milk Way”というユダヤの乳製品料理のレストランを始める）であった。妹に脚本家（作品に『ビッグ』など）のアン・スピルバーグ（1949年 - ）がいる。父の仕事の都合上、引っ越しが多かったという。

### 幼少時代
ユダヤ人であったほか、ディスレクシア（失読症もしくは難読症、学習障害の一種）のために同級生より読み書きを修得する速度が遅く、このためいじめも受けたこともあった。また、両親は離婚しており、これらのことが後の作品に大きな影響を及ぼすことになる。
初めて観た映画は5歳の頃に鑑賞した『地上最大のショウ』。幼い頃から8ミリカメラで自主的に映画を製作する。きっかけは13歳の頃、家族旅行の際に父親から8ミリカメラを渡され撮影係を頼まれたためだという。
ジョン・フォード、スタンリー・キューブリック、デヴィッド・リーン、黒澤明、アルフレッド・ヒッチコック、『ゴジラ』など様々な映画の影響をうけるが、特にディズニー映画は初期の彼の作品にさまざまな影響を与えている。雑誌のインタビューで「ウォルト・ディズニーこそ僕の生みの親で、テレビは育ての親だ」と語っている。

### 少年時代
17歳の時、アリゾナに住んでいたスピルバーグはカリフォルニアに遊びに来た際、ユニバーサル・スタジオをバスで回るツアーに参加。ツアーの途中でトイレに隠れてバスが去ってからスタジオ内を探索した。スタジオで映像保管係をしていたスタッフと知り合うと、3日間の通行証を作ってもらったためその3日間で人脈を作り、スタジオには顔パスで入れるようになり、通行証なしで出入りできるようになったという。この頃、映画監督のジョン・フォードと出会う。
1965年からカリフォルニア州立大学ロングビーチ校にて映画を専攻。この頃になると、スピルバーグは大学に通う一方で休みになるとMCA（現ユニバーサル・ピクチャーズ）へ行くようになり、ついには空き部屋だった掃除小屋を自分のオフィスとして使用して居候を始め、ハリウッドの映画界を出入りするようになる。
その後、21歳のときに、オープニングタイトルとオプチカル効果の会社を経営しているデニス・ホフマンと知り合い、映画製作資金を提供してもらうこととなり、26分の短編「アンブリン」を完成させる。 アトランタ映画祭で最優秀短編映画賞を受賞したこの映画が、ユニバーサルテレビ部門の責任者で後のユニバーサル社長となるシドニー・シャインバーグの目に止まり、ユニバーサルと7年契約することとなる。
しかし、上記の契約のため大学の卒業は困難になり、1969年にカリフォルニア州立大学は中退した。後に再度入学し卒業、2002年にB.A.（学士号）を取得。なお、1999年にブラウン大学から名誉博士号を授与されている。

## 職歴

### （1969年～）1970年代
スタジオと契約し、1969年にプロ監督として初めて手掛けた作品は、ロッド・サーリングが脚本を手掛けたテレビシリーズ『四次元への招待』パイロット版の一編「アイズ」。1971年には『刑事コロンボ』の第3作目である「構想の死角」で監督を務めたほか、テレビ映画として撮った『激突!』が評判を呼び、海外で劇場公開されたことで、スピルバーグの名が世界に知られるようになる。1974年に『続・激突! カージャック』で、劇場用映画監督に進出する。
1975年に公開された『ジョーズ』は、それまでの『ゴッドファーザー』の記録を破り、1977年に『スター・ウォーズ』に抜かれるまで世界歴代興行収入1位を記録する大ヒットとなり、一流監督の仲間入りを果たす。その年のアカデミー賞では作品賞にノミネートされ、作曲賞を含む3部門で受賞したが、自身の監督賞ノミネートは逃した。しかし、2年後に公開された『未知との遭遇』ではノミネートを獲得し、同年に『スター・ウォーズ』という同ジャンルの映画が公開されていたにも関わらず、埋没することなく興行的にも成功を収めた。

### 1980年代
初期の頃は、娯楽映画で評価を得ていたが、やがて様々なジャンルの映画を手がけるようになる。1作目が1981年、2作目が1984年、3作目が1989年に公開された、考古学教授でありトレジャーハンターの大冒険を描いた『インディ・ジョーンズ』シリーズも大ヒットとなった。1982年に公開された、不恰好だが愛くるしい宇宙人と子供たちとの交流を描いたファンタジー作品『E.T.』では、2度目の世界歴代興行収入1位を記録。
1985年には『カラーパープル』で初めてシリアスな作風に挑戦し、第58回アカデミー賞には作品賞を含む10部門11候補にあがったが、無冠に終わっている。無冠の候補数としては史上最多記録である。
また1980年頃より、自ら監督を務めない作品でも、プロデューサーとして名を連ねることが多くなった。ただし、必ずしも製作指揮をとっていたわけではなく、製作資金を確保するために名前を貸したケースも多く、その中には興行的に失敗した作品も少なくない（詳細は#製作総指揮作品を参照）。

### 1990年代

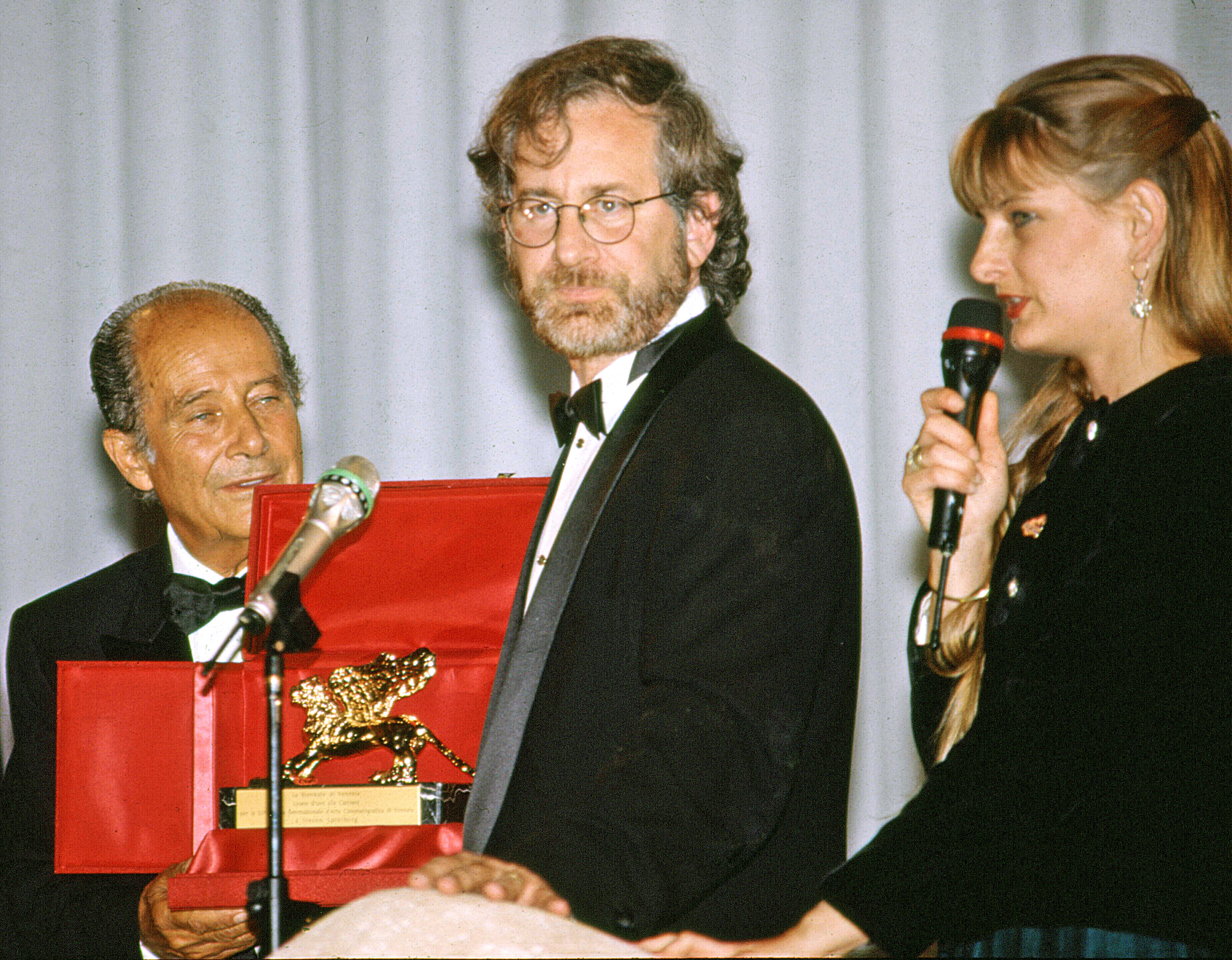
第61回ヴェネチア国際映画祭にて(2004年)

1993年には『ジュラシック・パーク』を大ヒットさせ、3度目の世界歴代興行収入1位を記録。1997年に『タイタニック』に破られるまで続いた。同年のアカデミー賞では、ホロコーストを描いた『シンドラーのリスト』で作品賞、監督賞を受賞する。スピルバーグは、この作品の製作に意欲的で報酬を断っている。また映画製作と並行し、ホロコーストの生存者が存命のうちに証言を映像で記録し、収集保管を趣旨とする「Survivors of the Shoah Visual History Foundation（ショアー生存者映像歴史財団）」の創設準備に取りかかり、5万人の証言を集めることを当初目標にかかげる。
1994年にドリームワークスを設立。1998年の第71回アカデミー賞では、第二次世界大戦におけるノルマンディー上陸作戦を舞台に兵士達の過酷な運命を描いた『プライベート・ライアン』で、2度目のアカデミー監督賞を受賞する。1999年4月に南カリフォルニア大学のロバート・ゼメキス・センターに50万ドルを寄付した。

### 2000年代
2001年に英国王室（エリザベス2世）より、ナイト爵を授与された。ホロコーストの生存者・目撃者の証言映像作成と収集活動をスピルバーグが評議員を務めた南カリフォルニア大学に移管、非営利団体「南カリフォルニア大学財団映像歴史教育研究所」としてカリフォルニア州で法人登記が行われる。
ドリームワークスの経営者としての活動が多くなり、監督作品を出すペースもやや遅くなりつつある一方でプロデューサー（製作総指揮）としての活動が盛んになり、『トランスフォーマー』や『イーグル・アイ』で大ヒットを飛ばす。3年ぶりの監督作であり19年ぶりの続編となる『インディ・ジョーンズ/クリスタル・スカルの王国』では興行的には成功したものの、ゴールデンラズベリー賞で最低リメイク及び続編賞を受賞する不名誉な結果となった。

### 2010年代
2011年には、第一次世界大戦を舞台とした演劇の映画化である『戦火の馬』と、自身にとっては初の3Dアニメーション映画となった『タンタンの冒険/ユニコーン号の秘密』が公開。前者はアカデミー作品賞にノミネートされ、後者はゴールデングローブ賞 アニメ映画賞を受賞。この頃、パラマウント映画との関係が悪化するなどで契約上のトラブルが多くなり、長年温めている企画であるエイブラハム・リンカーンの映画も制作に取り掛かるまでに時間を要したが、2011年秋にようやく撮影を開始し、2012年に『リンカーン』が完成。第85回アカデミー賞では最多ノミネートを記録し、主演を務めたダニエル・デイ＝ルイスがアカデミー主演男優賞を受賞。自身の監督作品の中では初となる演技部門での受賞者を輩出した。
2013年2月には第66回カンヌ国際映画祭の審査委員長に就任し、5月15日から26日の間で審査員長を務めた。「映画が世界共通の言語であることを長年に渡って証明し続けてきた、最も権威ある映画祭の審査委員長を務めることを大変光栄に思っている」と語っている。
2015年、大統領自由勲章を受章。同年12月には、新映画会社アンブリン・パートナーズを設立。パーティシパント・メディア、インドのリライアンス・グループ、カナダのメディア企業エンターテイメント・ワンと共同で創設し、アンブリン・エンターテインメント、ドリームワークス、パーティシパント・メディアの3つのレーベルを用いて映画やテレビ、デジタルコンテンツを製作している。
2016年には『BFG: ビッグ・フレンドリー・ジャイアント』では初めてディズニーで映画を制作した。

### 2020年代
2021年に同名ミュージカル映画のリメイク作品『ウエスト・サイド・ストーリー』、2022年に初の自伝的作品『フェイブルマンズ』を監督。両作品ともアカデミー作品賞・監督賞に2年連続でノミネートされ、ゴールデングローブ賞では2年連続で作品賞を受賞した。
2023年には長年シリーズを監督してきたインディ・ジョーンズ シリーズの最新作『インディ・ジョーンズと運命のダイヤル』が公開。監督は新たにジェームズ・マンゴールドに託し、自身は製作を務めた。

## 受勲・名誉賞

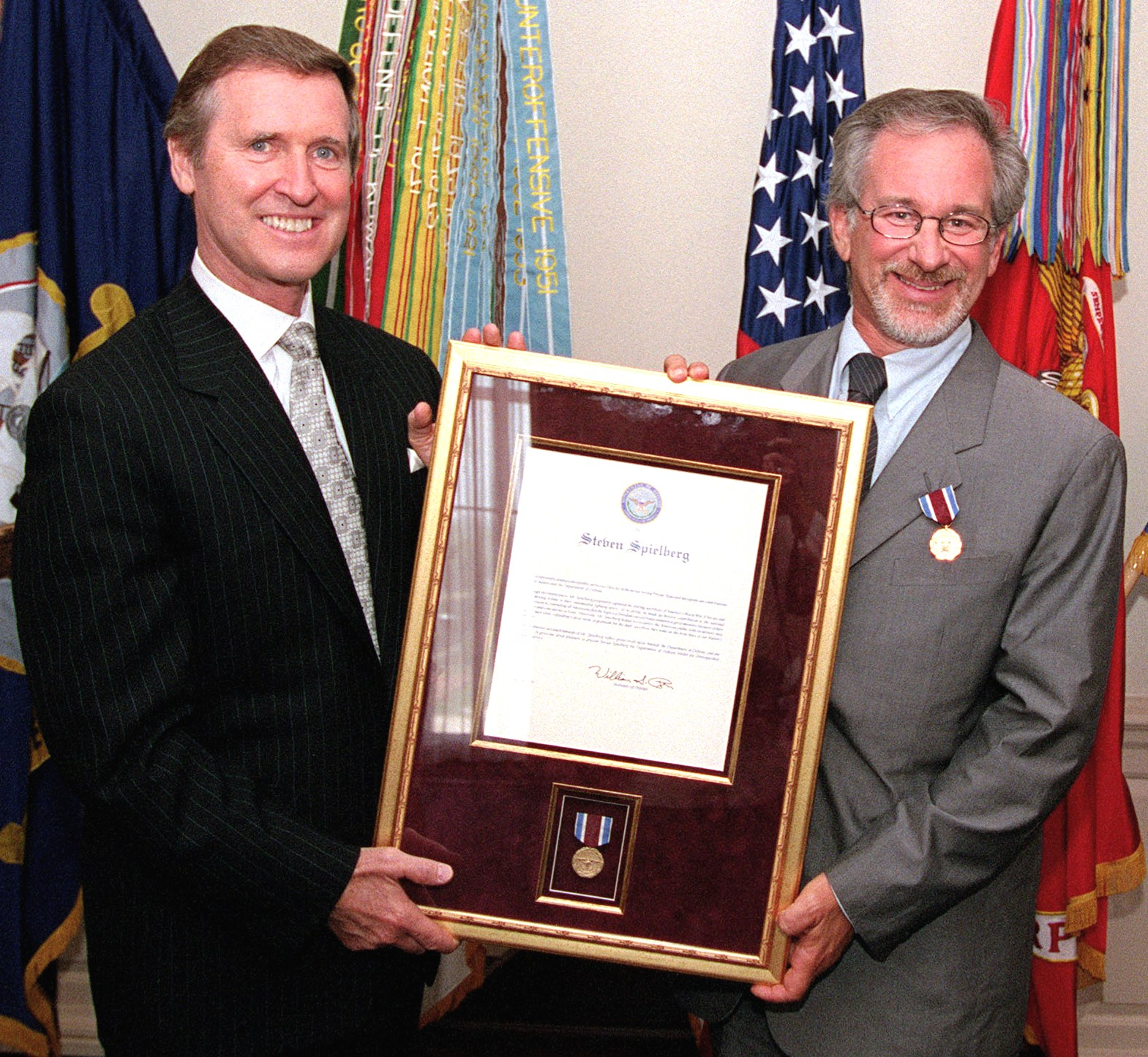
コーエン国防総省長官（当時）から功労賞を受けるスピルバーグ。1999年

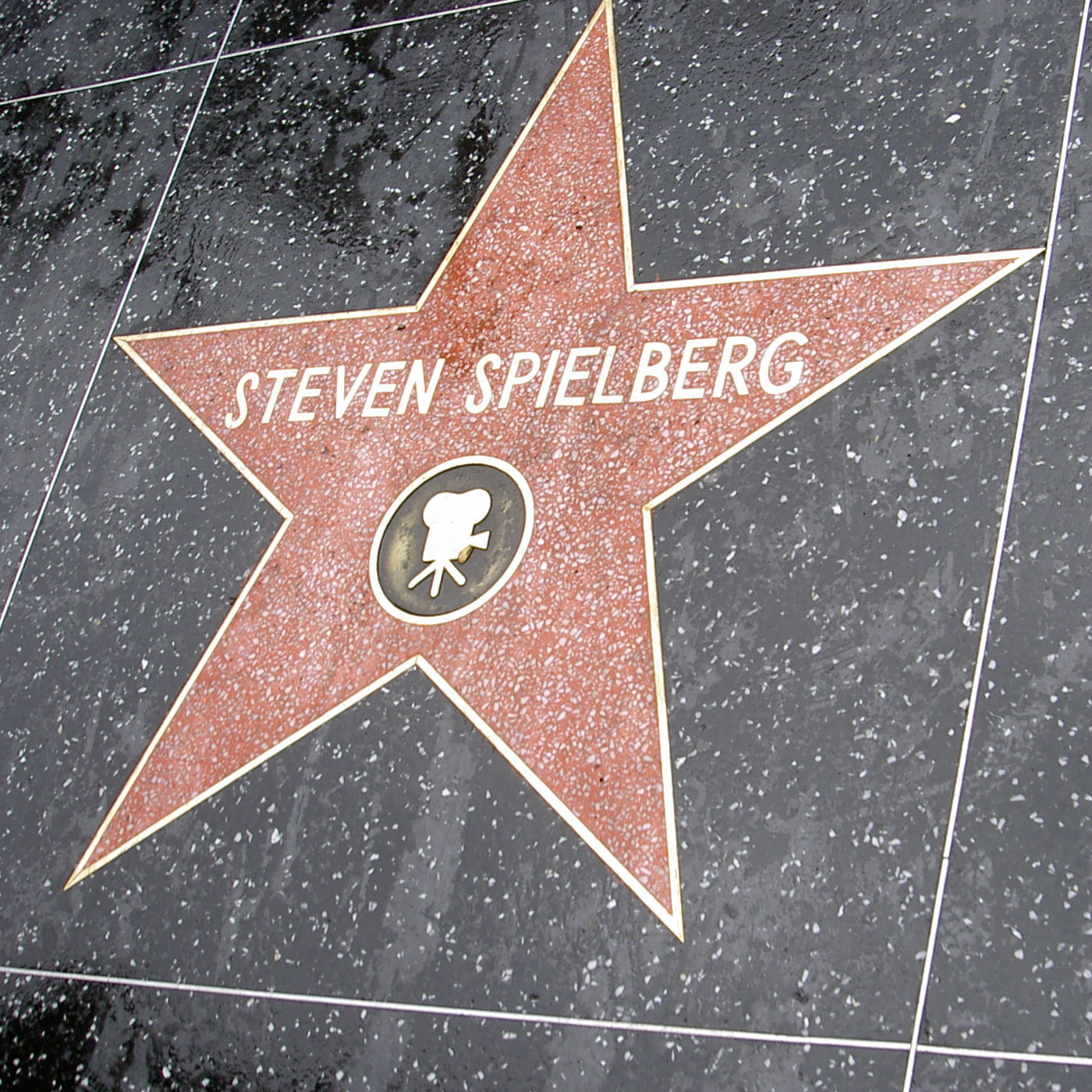
ハリウッド名誉の小道にあるスピルバーグの記念盤

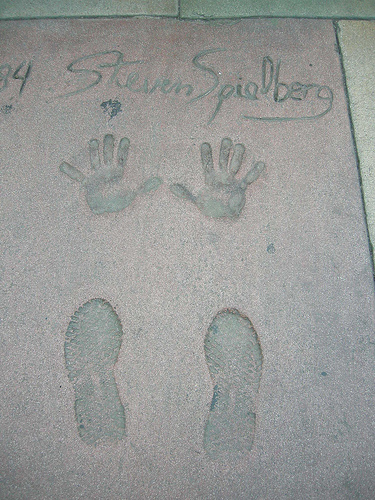
グローマンズ・チャイニーズ・シアター前に残るスピルバーグの手形と足形

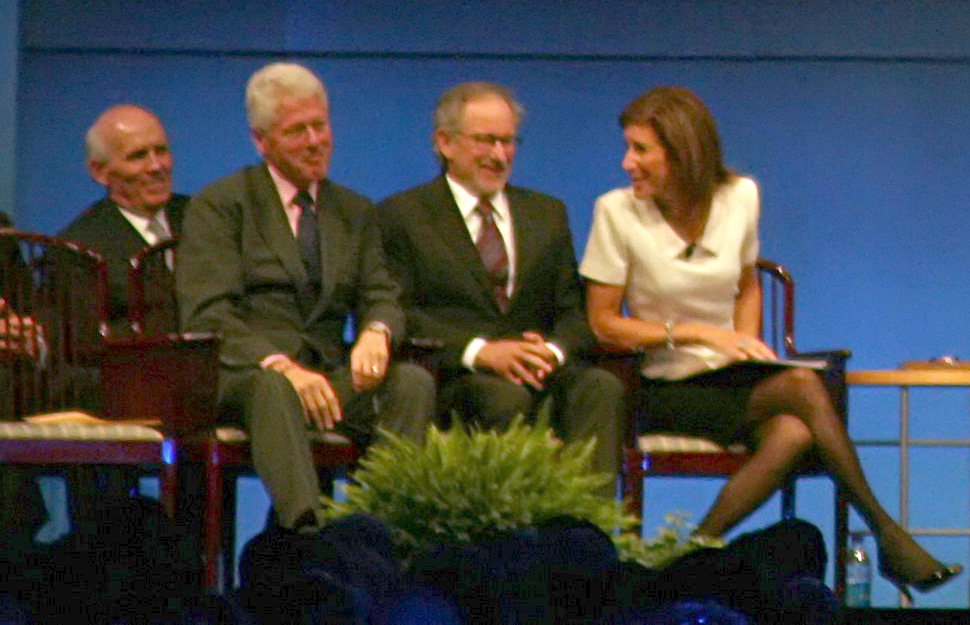
元アメリカ合衆国大統領ビル・クリントンからフィラデルフィア自由勲章を授けられる。（2009年）

### スピルバーグが創設した賞
スピルバーグは自身がボーイスカウトを経験したことから、ボーイスカウトアメリカ連盟のバッジ制度に映画製作のメリットバッジ創設を支援し、身を立てる技術として映画制作を促進した。このバッジは1989年9月にアメリカジャンボリーで初の授与式が行われ、出席したスピルバーグは、バッジの審査条件である映像作品を持ち寄った少年たちの相談に応じた。
同じ1989年には『インディ・ジョーンズ/最後の聖戦』が公開、映画冒頭のシーンにはアメリカのボーイスカウトの制服と記章を身につけた10代のインディアナ・ジョーンズが登場し、よく見るとライフスカウト記章を身に付けている。スピルバーグはスカウト時代の自分の経験を尊び、インディアナ・ジョーンズをボーイ・スカウトに仕立てたと回想している。 アメリカ連盟は職業人として成し遂げたスピルバーグの功績を認め、他者への奉仕ならびに新しいメリットバッジ創設に献身したことを称えてイーグルスカウト功労者賞を授与した。

### 映画賞
スピルバーグはアカデミー賞を3回受賞した。アカデミー監督賞は8回ノミネートされ受賞2回（『シンドラーのリスト』と『プライベートライアン』）、作品賞は『シンドラーのリスト』で受賞したほか、ノミネート作は10本を数える。1987年には創作プロデューサーとしてアービング・G・タルバーグ賞を受けた。AFI生涯功労賞を受賞したのは1995年である。
2006年にはシカゴ国際映画祭夏季映画祭（Summer Gala）から7月15日にヒューゴ賞金賞生涯功労賞を授与されている。
2007年11月、スピルバーグの生涯功労賞受賞が決定、2009年2月に第6回視覚効果協会賞表彰式で授与されると発表があった。2008年1月にはゴールデングローブ賞 セシル・B・デミル賞受賞の報道がありながら、2007年-2008年全米脚本家組合ストライキがあったため授賞式のプログラムが大幅に縮小されてしまい、HFPAは授与を翌2009年の表彰式に延期した。

### 叙勲
1998年、ドイツ連邦共和国功労勲章を受章している。ローマン・ヘルツォーク大統領が章を授け、映画『シンドラーのリスト」』とショアー財団設立の功績を称えた。
2001年、イギリスのエンターテインメント業界への貢献に対し、英国王室（エリザベス2世）よりナイト爵を授与され、イギリス国籍がないため名誉爵位の扱いである。
2004年、ジャック・シラク大統領よりレジオン・ドヌール勲章シュヴァリエ（第5の階級）に迎えられる。レジオンドヌール勲章の叙勲は2008年である。
ベルギーから2011年10月22日に贈られた勲章はベルギー王冠勲章コマンダー章である。赤い綬にさげた勲章を授けたのはベルギー経済相ディディエ・リンデルであり、同コマンダー章は同国勲章第3位の高位に当たる。また2013年カンヌ映画祭審査委員長を務めた。

### 名誉学位
名誉学位を各校から贈られており、1999年にブラウン大学から、ボストン大学からは第136回卒業式（2009年5月17日）において、同年10月にはフィラデルフィア自由勲章を前アメリカ合衆国大統領ビル・クリントンから授けられる。授与式の出席者にはウーピー・ゴールドバーグ、ペンシルベニア州知事エド・レンデルおよびマイケル・ナッターフィラデルフィア市長が顔をそろえた。ハーバード大学は2016年5月26日付で名誉芸術博士号を授与。
2008年6月アリゾナ州立大学よりヒュー・ダウンズ優秀コミュニケーション賞（Hugh Downs Award for Communication Excellence）を受ける。

### アメリカの各章
1999年8月11日に『プライベートライアン』を称え、国防長官のウィリアム・コーエン（当時）から国防総省著名公益章 を贈られた。
また2006年12月3日にケネディ・センター名誉賞受賞。俳優のリーアム・ニーソンの祝辞、第二次世界大戦の退役軍人より映画「プライベートライアン」に寄せる謝意のメッセージが発表されると、レナード・バーンスタイン作『キャンディード』（指揮はスピルバーグ作品で多くの主題歌を振ったジョン・ウィリアムズ）の上演で授賞式はお開きとなった。
アメリカ国立公文書記録管理局は2013年11月19日、功労賞（Records of Achievement Award）を贈り、副賞としてアメリカ合衆国憲法修正第13条の1861年に議会で可決しながら批准されなかった版と、1865年にエイブラハム・リンカーン大統領が署名して成立した改正案の合計2点の複製品が添えられた。改正案ならびにその批准の過程はスピルバーグの映画作品『リンカーン』の主題である。
2015年11月24日、バラク・オバマから大統領自由勲章を贈られた。

### 名誉の殿堂入り
SF名誉の殿堂入りを果たすのは2005年であり、文学作品以外として初の事例だった。

### 視聴者賞
テレビの視聴者が選ぶ賞として、2016年7月、BBCテレビの児童番組『ブルーピーター』りブルーピーター章金章を受けている。

## 人物

### 監督としての功績
監督としては、世界最高のヒットメーカーの一人として挙げられる。監督作品の全米生涯興行収入は2018年現在で計46億3660万ドル（約4974億円）に達しており、歴代1位を記録している。また、プロデュース作品の同興行収入は計77億3330万ドル（約8297億円）を記録していて長年歴代1位であったが、2018年にケヴィン・ファイギが1位となり、現在は歴代2位。
撮影においてリハーサルをほとんど行わないなど、凄まじいほどの早撮りで、3時間近くある自身渾身の大作『プライベート・ライアン』は2か月で撮影を終えたという。また、このために多作である。製作費を安く抑えることでも知られ、製作費が1億ドルを越えたのは『マイノリティ・リポート』、『宇宙戦争』、『インディ・ジョーンズ/クリスタル・スカルの王国』、『タンタンの冒険/ユニコーン号の秘密』。このことに関しては、ルーカスの助言が影響している。
撮影機材に精通した監督としても知られている。また、多くの監督がデジタルで撮影を行っている中、彼は未だにフィルムを使用している。『タンタンの冒険/ユニコーン号の秘密』はモーションキャプチャによるアニメーションという形となったため、監督としては初となるデジタル撮影かつ3Dでの公開となった。『戦火の馬』でもフィルム撮影でありながら、編集はAvidを用いてデジタル作業で行われた。
ダニエル・デイ＝ルイスが『リンカーン』で受賞するまで、監督作の出演者はアカデミー賞演技部門ではノミネートにとどまり受賞には恵まれなかった。その一方で『太陽の帝国』のベン・スティラーやクリスチャン・ベール、『フック』のグウィネス・パルトロウなど、駆け出しの頃にスピルバーグ作品に出演して注目された例もある。

### 友人
同業のジョージ・ルーカスは長年の親友かつ一番のライバルであり、ルーカスの学生時代の作品『電子的迷宮/THX 1138 4EB』を観た当時は「彼が大嫌いだった、私よりずっとうまく映画を撮るから」と、純粋な対抗心を持っていたことを打ち明けている。ルーカスとは『インディ・ジョーンズ』シリーズを一緒に製作しているほか、『スター・ウォーズ』でも一部を手伝ったことがある。『レイダース』を生んだ1977年、ハワイでの休暇で、新作『スター・ウォーズ』の失敗を確信していたルーカスは自身が受け取る『スター・ウォーズ』の収益歩合と、スピルバーグが受け取る『未知との遭遇』の収益歩合を交換しようと持ち掛けスピルバーグも了承（正確には印税の2.5％を交換）。『スター・ウォーズ』は『未知との遭遇』を超える大ヒットとなり、現在になってもスピルバーグに利益をもたらしている。また、この『スター・ウォーズ』の収益のお陰で20世紀フォックスは破産を免れたという。
その他にもマーティン・スコセッシ、フランシス・フォード・コッポラ、クリント・イーストウッドといった監督と長年の交友があり、トム・ハンクス、ハリソン・フォード、リチャード・ドレイファス、トム・クルーズなどの俳優陣と親交が深く自身の監督作にも頻繁に起用している。
『バック・トゥ・ザ・フューチャー PART2』で長男マックスが2015年の世界で『ジョーズ19』（小説版では『ジョーズ14』）を監督しているジョークがあったが、現実ではゲームソフト『メダル・オブ・オナー』製作に一部関わったり、『ターミナル』に端役で出演したりしている。『ターミナル』にはサーシャも出演。この後『ミュンヘン』と『インディ・ジョーンズ/クリスタル・スカルの王国』にも出演した。トム・ハンクス主演の『ビッグ』で脚本を書いたアンは実妹。もう一人の妹ナンシーと学生時代のスピルバーグ作品に参加した。また父が『プライベート・ライアン』メイキングに出演している。

### 常連スタッフ
スピルバーグ自身が監督する作品の製作総指揮は、初期からキャスリーン・ケネディとの連名になっており、キャストのオーディションなどにも同席する。その他、自らの監督作品には作曲家のジョン・ウィリアムズ、編集のマイケル・カーンら、多くのスタッフを継続して起用する傾向がある（製作に名を連ねているだけの場合は、現場の監督らに人選を任せる）。それは、気心が知れたスタッフなら、簡単な指示を出すだけで自分の意向に沿った仕事をしてくれるため、時間と資金の節約になるからである。
カーンは、ビデオで編集したくないというスピルバーグの意向から、ノンリニア編集を使わず極力フィルムによる編集を心がけているという。2013年にはアメリカ映画編集者協会（ACE）より第63回ACEエディ賞授賞式にて、監督と編集者の関係を数10年にわたって維持してきた功績を称えられ、特別賞にあたる「ACE Golden Eddie Filmmaker of the Year賞」を授与された。公開直前にカーンが82歳を迎えた『ペンタゴン・ペーパーズ』以降は、サラ・ブロシャー（2011年公開の『タンタンの冒険』、『戦火の馬』以来編集補佐を務めていた）との共同となっている。
撮影監督は1990年代からのヤヌス・カミンスキーとの作品が続いている。初期作品を支えた撮影監督はアレン・ダヴィオーであり、また2作で組んだヴィルモス・スィグモンドから受けた影響の大きさも語っている。

### 新技術に対する姿勢
DVDが新メディアとして登場した際、監督、プロデューサー、俳優らによるオーディオコメンタリーの録音が盛んに行われるようになったが、スピルバーグは「コメンタリー嫌い」と公言し、自身の監督作品のDVDにコメンタリーを吹き込むことは一切なく、他のスタッフやキャストによるコメンタリーも入れさせない。その代わりに、特典映像を豊富に提供するという姿勢を取っている。
ジョージ・ルーカスが『スター・ウォーズ エピソード2/クローンの攻撃』で全編デジタル撮影を行ったのをきっかけに、ハリウッド業界の大勢は安価で増産もしやすいデジタル化に傾いたが、スピルバーグは慎重な態度を示した。2002年末の『キャッチ・ミー・イフ・ユー・キャン』公開時点で全米に36000以上あった劇場映画用スクリーンのうち、デジタル・スクリーンがわずか100以下しか存在しなかったというのが主な理由だが、35ミリのセルロイド・フィルムの絵を好むことでも知られるスピルバーグは、自身をラッダイト運動にたとえて「デジタル映像化は進歩とはいえない。キズなどが付かない綺麗な映像は作れても、映画製作における芸術性を損なう」「映画というのは、1人でノートパソコンで見るより、知らない者同士が映画館に集まって、一緒にチカチカする映像を見るものだ」ともコメントした。
第3世代光ディスク（当時の「次世代DVD」）規格をめぐってBlu-rayとHD DVDが競合した際、スピルバーグ作品の配給元・販売元であるパラマウント映画社は後者を支持したが、スピルバーグ自身は規格争いが終息するまで待つという構えを崩さなかった。そのため、スピルバーグ監督作品は一切、HD DVD化されなかった。

## アカデミー賞とヒットメーカー
1981年に「私はアカデミー賞を獲れないだろう」と発言したスピルバーグだが、1998年の『プライベート・ライアン』でアカデミー監督賞（2度目の）受賞スピーチでは「どうしても欲しかった」と語った。
『未知との遭遇』と『レイダース/失われたアーク《聖櫃》』で監督賞、『E.T.』で監督賞と作品賞にノミネートされたが受賞は出来ず、『カラー・パープル』では作品、脚色、主演女優賞を含む10部門にノミネートされながら全て逃し、自身は監督賞にノミネートもされないという苦い思いを味わった。1980年代はスピルバーグにとって娯楽性の高い作風からシリアス路線へと移行した時期だが、アーヴィング・G・タルバーグ賞を1987年に40歳という異例の若さで受賞した際には「オスカーが獲れないのはヒット連発に対する嫉み」という噂が立つことになった。『ジュラシック・パーク』を大ヒットさせた同じ年に『シンドラーのリスト』でアカデミー監督・作品賞をダブル受賞。
『マイノリティ・リポート』と『キャッチ・ミー・イフ・ユー・キャン』（2002年）、『宇宙戦争』と『ミュンヘン』（2005年）とシリアスな作品とより娯楽性の高い作品が同じ年に作られた（『ペンタゴン・ペーパーズ/最高機密文書』も2016年の内に実写パートを撮り終えた『レディ・プレイヤー1』のポストプロダクションが長引いている間に短期間で作り上げ、2017年末には限定公開されたある種の並行製作作品）が、3度目の受賞には至っていない。

## 逸話
親日家
親日家としても有名で、『宇宙戦争』の日本限定のCMを公開したり、自らの作品及び製作に携わった作品の予告編の前振りに出演することがある。『1941』の日本版サントラの解説によると食べ物の中で寿司が好物とのこと。ウナギの蒲焼きが大好物とも言われる。自宅の門には日本語で「スチーブン　スピルバーグ」と彫られた木製の表札が掛かっており、これは三船敏郎が『1941』に出演した際にプレゼントしたものである。2001年に『A.I.』と『鉄腕アトム』の類似性について尋ねられた際、「日本のテレビ局のインタビューを受けるまで、『鉄腕アトム』という作品の存在すら知らなかった」と答えた。ただし手塚治虫とは一時親交があった。手塚治虫はテレビのインタビューで、スピルバーグ監督からもらった色紙を披露しており、そこにはサインとともに監督直筆のETが描いてあった。また手塚治虫は、自分とスピルバーグとの共通点は黒澤明監督から影響を受けていることだと述べている。
宮崎駿監督作品にも影響を受けていると述べており、来日した際には、インタビューにて「宮崎駿さんがつくる世界には敬服します」と答え、「特に、『千と千尋の神隠し』は史上最高のアニメーション映画であり、ディズニーのどの作品よりも素晴らしいと思っています」「アニメーションをやっている僕の娘と一緒に、宮崎監督にお会いしたんです。素晴らしい体験でした。」と語った。
自ら監督・製作した映画への出演
通行人などとして、数秒カメオ出演することがある。
影響を受けた作品
スピルバーグが影響を受けた映画は数多く、本人曰く103本くらいあるという。また、テレビやラジオ、家族から聞いたお伽話からも影響を受けている、と語っている。
映画の撮影前や製作に行き詰まったときに、もの作りの原点に立ち戻るために必ず観る映画として、『捜索者』『七人の侍』『素晴らしき哉、人生!』『アラビアのロレンス』を挙げている。
中でも『アラビアのロレンス』は特に好きな作品で、彼を最も映画監督になりたいと思わせた映画であると語っている。また、この映画は1962年に、ロイヤル・プレミアで公開された際には222分の上映時間であったが、その1か月後には約20分カットされ、以後も上映効率のためなどで次々と短くなっていった。しかし、スピルバーグやマーティン・スコセッシの働きかけにより、欠落部分を探し出し、監督のデヴィッド・リーン自身が最終的に216分にまでに編集し、1989年に〈完全版〉として再上映させることに成功した（復元には2年を費やし、費用が掛かりすぎたため、一時は完成も危ぶまれた）。その後、2001年にリリースされたDVDには、特典としてスピルバーグ自身が『アラビアのロレンス』を語るという映像を収録し、「A miracle of a film」という賛辞をDVDパッケージにコメントしている。また、『インディ・ジョーンズ/若き日の大冒険』では、若きインディアナ・ジョーンズは、1908年エジプトにて、T・E・ロレンス（『アラビアのロレンス』の主人公）と実際に出会っている。ロレンスはインディにとっても、考古学者としての先輩であり、旧友であったという。
2012年にはEmpire Magazineにて「世界の映画監督が選ぶ好きな映画ベスト10」にて、以下の10作を挙げている。
- 『アラビアのロレンス』
- 『ファンタジア』
- 『市民ケーン』
- 『素晴らしき哉、人生!』
- 『2001年宇宙の旅』
- 『宇宙戦争 (1953年)』 - 後に『宇宙戦争 (2005年)』としてリメイク。
- 『サイコ』
- 『アメリカの夜』
- 『ゴッドファーザー』 - 1972年、『ジョーズ』公開前に観賞した際「監督になるのを諦めた」という。
- 『ジョーと呼ばれた男』 - 後に『オールウェイズ』としてリメイク。

## 私生活

### 妻と子供
1985年から89年までは女優のエイミー・アーヴィングと結婚していた。1989年の離婚調停で、裁判官が弁護士無しでナプキンに書かれた婚前契約書を無効としたため、アーヴィングはスピルバーグから1億ドルを受け取った。彼らの離婚は史上3番目に高額なセレブ離婚と報じられている。離婚後もスピルバーグとアーヴィングは息子のマックスの親権を共有している。
その後スピルバーグは『インディ・ジョーンズ/魔宮の伝説』に出演した女優のケイト・キャプショーとの関係を深めていった。1991年10月12日に2人は結婚し、キャプショーはユダヤ教に改宗した。
スピルバーグとキャプショーの子供は以下の7名:
- ジェシカ・キャプショー（Jessica Capshaw、1976年8月9日 - ） - 娘。ケイト・キャプショーとその前夫ロバート・キャプショーとの子。
- マックス・サミュエル・スピルバーグ（Max Samuel Spielberg、1985年6月7日 - ） - 息子。スピルバーグとその前妻エイミー・アーヴィングとの子。
- セオ・スピルバーグ（Theo Spielberg、1988年 - ） - 息子。キャプショーが結婚前に出産[42]。
- サーシャ・スピルバーグ（Sasha Rebecca Spielberg、1990年5月4日 - ） - ロサンゼルスで生まれる[43]。
- ソーヤー・アヴェリー・スピルバーグ（Sawyer Avery Spielberg、1992年3月10日 - ）[44]。
- ミカエラ・ジョージ（Mikaela George、1996年2月28日 - ） - 養子。
- デストリー・アリーン・スピルバーグ（Destry Allyn Spielberg、1996年12月1日 - ）

### 資産
『フォーブス』誌によると、2009年時点でのスピルバーグの個人資産は30億ドルである。
2010年2月、『ヴァニティ・フェア』誌が「2009年に最も稼いだハリウッドの稼ぎ手」のランキングを発表し、8,500万ドルを稼いで2位にランクインした。この収入はユニバーサルスタジオからの著作権料や今までの作品のDVDのロイヤリティの額が半分以上を占めている。同年12月、『フォーブス』誌による「エンターテインメント業界で最も稼いだ人物」では、1億ドルを稼いで7位にランクインした。2011年2月、『ヴァニティ・フェア』誌が「2010年にハリウッドで最も稼いだ人たち」のランキングを発表し、2010年のギャラが推定8,000万ドルになることがわかった。

### 表彰
2002年、ソルトレイクシティで行われた冬季オリンピックの開会式ではオリンピック旗手の8人のうち1人を務めた。2006年、『プレミア』は映画業界で最も影響力のある人物の一人としてスピルバーグを挙げた。また『タイム』では20世紀の最も影響力のある100人の一人に選ばれた。20世紀末、『ライフ』は彼の世代で最も影響力のある人物としてスピルバーグの名を挙げた。

### 政治的言動
- スピルバーグはアメリカ民主党の候補者を支援しており、党と候補者に80万ドル以上の寄付を行っている。ビル・クリントン元大統領とは友人であり、合衆国のミレニアムの祭典の際には協力している。彼はジョン・ウィリアムズ作曲で、『The American Journey』という題の18分の映画を監督、1999年12月31日、ワシントンD.C.のリンカーン記念館のナショナル・モールで行われた米国ミレニアム祝祭で上映された[50]。

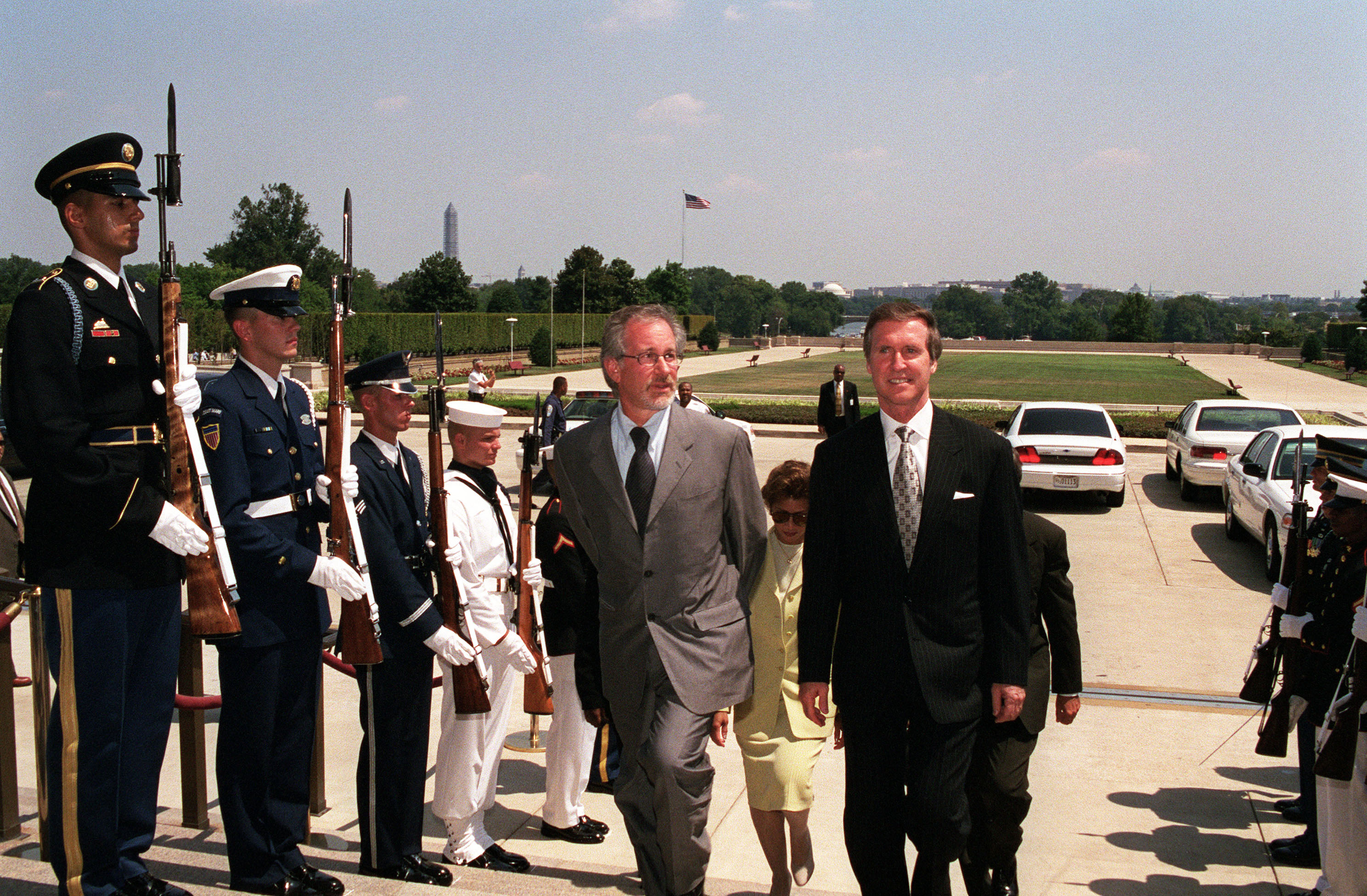
スピルバーグとウィリアム・コーエン国防長官（当時）

- 2001年、ボーイスカウトアメリカ連盟が反同性愛の立場を取っていることを理由に、同団体の全国諮問委員を辞任した[51][52]。
- ハリウッドでの友人でもある共和党のアーノルド・シュワルツェネッガーのカリフォルニア州知事再選の際にはジェフリー・カッツェンバーグやハイム・サバンと共に支持した。
- 2006年のレバノン侵攻の間、イスラエルに100万ドルの寄付をしたため、翌2007年にアラブ連盟がスピルバーグの映画をボイコットすることとなった[53][54]。
- 2007年2月20日、スピルバーグ、カッツェンバーグ、デヴィッド・ゲフィンはバラク・オバマの基金パーティに民主党員を招待した[55]。しかしながら2007年6月14日、スピルバーグは大統領選ではヒラリー・クリントンを支援した（カッツェンバーグとゲフィンはオバマを支持し続けた）。だが2008年8月、スピルバーグはオバマのためのビデオを監督し、バラク・オバマ大統領就任式にも出席した。
- 2008年2月、ダルフール紛争での中国政府の対応に不満を持ったスピルバーグは、クインシー・ジョーンズらと同年の北京オリンピックの芸術顧問を降板した[56]。スピルバーグは「これ以上この仕事を続けるのは私の良心が耐えられない」という声明を発表した。また、「スーダン政府には継続しているこれら犯罪行為の責任があるが、国際社会、特に中国はもっと手を打つべきだ」とも述べた[57]。国際オリンピック委員会（IOC）はスピルバーグの決断を尊重したが、IOC会長のジャック・ロゲはインタビューで「（スピルバーグは）確かに創造性の面で開幕式へ多くものを提供しただろう。」と認めた[58]。スピルバーグの声明は中国当局と国営メディアから「不公平」であると批判された[59]。

- 2008年9月、スピルバーグ夫妻は同性結婚を支持するため、「第8法案（英語版）反対」（No on Proposition 8）キャンペーン基金へ10万ドルの寄付を行った。これはブラッド・ピットと同額である[60]。

### 趣味
スピルバーグは熱心な映画ファンとして知られており、撮影を行っていない時期には「映画パーティ」を行っている。
熱心なコンピュータゲームプレイヤーとしても知られ、1974年に『ジョーズ』を撮っていた頃にはポンで遊んでいた。Wii、PlayStation 3、PlayStation Portable、Xbox 360を所有しており、『コール オブ デューティ4 モダン・ウォーフェア』や『メダル・オブ・オナー』といったファーストパーソン・シューティングを楽しんでいる。ゲームにカットシーンを使うことに関しては批判的であり、ゲームプレイ中に自然に話の流れを作ることが今後のゲーム開発者の課題だと考えている。『シェンムー』を高く評価したことで知られ、ディレクターである鈴木裕にサインを求めたことがある。また、2006年5月10日から12日にかけて開催されたE3では、ゲームデザイナーの宮本茂と『Wii Sports』のテニス対決をし、この模様は、AP通信が伝え、全世界に配信された。

### 犯罪被害
2001年、スピルバーグは陰謀論者で元ソーシャル・ワーカーの女からストーカー被害を受けた。女は洗脳攻撃を受けていると主張し、スピルバーグとジェニファー・ラブ・ヒューイットを非難していた。女はストーキングの罪を認める前に精神病院に予防拘禁され、その後スピルバーグとヒューイットに近づかないという条件で釈放された。
2002年の白人至上主義者によるテロ計画では攻撃対象の一人にされていた。
また、ジョナサン・ノーマンが1997年6月と7月の2度にわたってパシフィック・パリセーズのスピルバーグの自宅に侵入を試みたとして逮捕された。ノーマンはカリフォルニア州で25年の懲役刑に処された。スピルバーグは裁判で「ノーマンがもし実際に私に遭遇していたら、彼は私をレイプするか殺していただろう」と証言した。

### 発達障害
2012年10月、ディスレクシアであることを明かした。

## フィルモグラフィー
メジャースタジオのうち、版権分割以後のメトロ・ゴールドウィン・メイヤー（MGM。旧ユナイテッド・アーティスツ時代を含む）とは全く仕事をしていない。版権分割以前のMGMについても『ポルターガイスト』の1作品のみ。

### 監督作品
| 年   | 題名                                                                                             | 備考                                                                        |
| ---- | ------------------------------------------------------------------------------------------------ | --------------------------------------------------------------------------- |
| 1969 | 四次元への招待 Night Gallery                                                                     | （テレビシリーズ/パイロット版）                                             |
| 1971 | LA2017                                                                                           | （テレビ映画、日本未公開の映画デビュー作、のちに日本国内でDVDが発売された） |
| 1971 | 刑事コロンボ/構想の死角 Columbo: Murder by the Book                                              | （テレビ映画）                                                              |
| 1971 | 激突! Duel                                                                                       | （テレビ映画）                                                              |
| 1972 | 恐怖の館 Something Evil                                                                          | （テレビ映画）                                                              |
| 1973 | 死を呼ぶスキャンダル Savage                                                                      | （テレビ映画）                                                              |
| 1974 | 続・激突! カージャック The Sugarland Express                                                     | 兼 ストーリー原案                                                           |
| 1975 | ジョーズ Jaws                                                                                    |                                                                             |
| 1977 | 未知との遭遇 Close Encounters of the Third Kind                                                  | 兼 脚本                                                                     |
| 1979 | 1941 1941                                                                                        |                                                                             |
| 1981 | レイダース/失われたアーク《聖櫃》 Raiders of the Lost Ark                                        |                                                                             |
| 1982 | E.T. E.T. the Extra-Terrestrial                                                                  | 兼 製作                                                                     |
| 1983 | トワイライトゾーン/超次元の体験 Twilight Zone: The Movie                                         | 兼 製作（監督4名によるオムニバス作品。スピルバーグは第2話を監督）           |
| 1984 | インディ・ジョーンズ/魔宮の伝説 Indiana Jones and the Temple of Doom                             |                                                                             |
| 1985 | 世にも不思議なアメージング・ストーリー Amazing Stories                                           | （テレビシリーズ）                                                          |
| 1985 | カラー・パープル The Color Purple                                                                | 兼 製作                                                                     |
| 1987 | 太陽の帝国 Empire of the Sun                                                                     | 兼 製作                                                                     |
| 1989 | インディ・ジョーンズ/最後の聖戦 Indiana Jones and the Last Crusade                               |                                                                             |
| 1989 | オールウェイズ Always                                                                            | 兼 製作                                                                     |
| 1991 | フック Hook                                                                                      |                                                                             |
| 1993 | ジュラシック・パーク Jurassic Park                                                               |                                                                             |
| 1993 | シンドラーのリスト Schindler's List                                                              | 兼 製作                                                                     |
| 1997 | ロスト・ワールド/ジュラシック・パーク The Lost World: Jurassic Park                              |                                                                             |
| 1997 | アミスタッド Amistad                                                                             |                                                                             |
| 1998 | プライベート・ライアン Saving Private Ryan                                                       | 兼 製作                                                                     |
| 2001 | A.I. Artificial Intelligence: AI                                                                 | 兼 脚本・製作                                                               |
| 2002 | マイノリティ・リポート Minority Report                                                           |                                                                             |
| 2002 | キャッチ・ミー・イフ・ユー・キャン Catch Me If You Can                                           | 兼 製作                                                                     |
| 2004 | ターミナル The Terminal                                                                          | 兼 製作                                                                     |
| 2005 | 宇宙戦争 War of the Worlds                                                                       | （H・G・ウェルズ原作宇宙戦争の再映画化）                                    |
| 2005 | ミュンヘン Munich                                                                                | 兼 製作                                                                     |
| 2008 | インディ・ジョーンズ/クリスタル・スカルの王国 Indiana Jones and the Kingdom of the Crystal Skull |                                                                             |
| 2011 | タンタンの冒険/ユニコーン号の秘密 The Adventures of Tintin: Secret of the Unicorn                |                                                                             |
| 2011 | 戦火の馬 War Horse                                                                               | 兼 製作                                                                     |
| 2012 | リンカーン Lincoln                                                                               | 兼 製作                                                                     |
| 2015 | ブリッジ・オブ・スパイ Bridge of Spies                                                           | 兼 製作                                                                     |
| 2016 | BFG: ビッグ・フレンドリー・ジャイアント The BFG                                                  | 兼 製作                                                                     |
| 2017 | ペンタゴン・ペーパーズ/最高機密文書 The Post                                                     | 兼 製作                                                                     |
| 2018 | レディ・プレイヤー1 Ready Player One                                                             | 兼 製作                                                                     |
| 2021 | ウエスト・サイド・ストーリー West Side Story                                                     | 兼 製作                                                                     |
| 2022 | フェイブルマンズ The Fablemans                                                                   | 兼 脚本・製作 上記の幼少期のエピソードを投影した自伝的内容。                |
| 2026 | 0 The Dish                                                                                       |                                                                             |
| TBA  | 0 It's What I Do                                                                                 |                                                                             |
| TBA  | 0 Bullitt                                                                                        |                                                                             |

### 製作作品
| 年   | 題名                                                                       | 備考          |
| ---- | -------------------------------------------------------------------------- | ------------- |
| 1982 | ポルターガイスト Poltergeist                                               | 兼 原案・脚本 |
| 1991 | アメリカ物語2/ファイベル西へ行く An American Tail: Fievel Goes West        |               |
| 2005 | SAYURI Memoirs of a Geisha                                                 |               |
| 2006 | 父親たちの星条旗 Flags of Our Fathers                                      |               |
| 2006 | 硫黄島からの手紙 Letters from Iwo Jima                                     |               |
| 2011 | SUPER8/スーパーエイト Super 8                                              |               |
| 2014 | マダム・マロリーと魔法のスパイス The Hundred-Foot Journey                  |               |
| 2020 | シカゴ7裁判 The Trial of the Chicago 7                                     |               |
| 2023 | インディ・ジョーンズと運命のダイヤル Indiana Jones and the Dial of Destiny |               |
| 2023 | マエストロ: その音楽と愛と Maestro                                         |               |
| 2023 | カラーパープル The Color Purple                                            |               |
| TBA  | 地球最後の日 When Worlds Collide                                           |               |
| TBA  | Cola Wars                                                                  |               |

### 製作総指揮作品
スピルバーグは多くの監督作品を手掛けているが、実際には製作総指揮作品の方が圧倒的に多い。「製作総指揮」の明確な仕事の内容は決まってはおらず、スピルバーグやジョージ・ルーカスは製作総指揮作品でも制作に参加することがある。例として、『トランスフォーマー』では主演のシャイア・ラブーフを始めとして、ほとんどのキャスティングを行い、監督をマイケル・ベイに頼んだのも彼自身である。特に、自ら経営するアンブリンやドリームワークスの制作作品は多数プロデュースしている。また、クレジットに名前は載っていないが、『ディスタービア』の監督にD・J・カルーソーを選んだのもスピルバーグである。
- 抱きしめたい（I Wanna Hold Your Hand、1978年）
- ユーズド・カー（Used Cars、1980年）
- Oh!ベルーシ絶体絶命（Continental Divide、1981年）
- グレムリンシリーズ（1984-1990年）
  - グレムリン（Gremlins、1984年）
  - グレムリン2 新・種・誕・生（Gremlins 2: The New Batch、1990年）
- ヤング・シャーロック ピラミッドの謎（Young Sherlock Holmes Pyramid of Fear、1985年）
- ファンダンゴ（Fandango、1985年） - クレジットなし
- バック・トゥ・ザ・フューチャーシリーズ（1985年 - 1990年）
  - バック・トゥ・ザ・フューチャー（Back to the Future、1985年）
  - バック・トゥ・ザ・フューチャー PART2（Back to the Future Part II、1989年）
  - バック・トゥ・ザ・フューチャー PART3（Back to the Future Part III、1990年）
- グーニーズ（The Goonies、1985年）脚本原案
- 世にも不思議なアメージング・ストーリー（Amazing Stories、1986年）
- マネー・ピット（The Money Pit、1986年）
- アメリカ物語（An American Tail、1986年）
- ニューヨーク東8番街の奇跡（*Batteries not Included、1987年）
- ハリーとヘンダスン一家（Harry and the Hendersons、1987年） - クレジットなし
- インナー・スペース（Innerspace、1987年）
- タイム・リミットは午後3時（Three O'Clock High、1987年）
- ロジャー・ラビット（Who Framed Roger Rabbit、1988年）
- リトルフットの大冒険/謎の恐竜大陸（The Land Before Time、1988年）
- 晩秋（Dad、1989年）
- 夢（Dreams、1990年）（日本 / アメリカ） - クレジット名は「提供」
- ジョー、満月の島へ行く（Joe Versus The Volcano、1990年）
- アラクノフォビア（Arachnophobia、1990年）
- ローラー・コースター・ラビット（Roller Coaster Rabbit、1990年）
- A Wish for Wings That Work（1991年）
- ケープ・フィアー（Cape Fear、1991年） - クレジットなし
- A Brief History of Time（1991年）
- 恐竜大行進（We're Back! A Dinosaur's Story、1994年）
- バルト（Balto、1995年）
- キャスパー（Casper、1995年）
- ツイスターシリーズ
  - ツイスター（Twister、1996年）
  - ツイスターズ（Twisters、2024年）
- メン・イン・ブラックシリーズ（1997年 - 2019年）
  - メン・イン・ブラック（Men in Black、1997年）
  - メン・イン・ブラック2（Men in Black II、2002年）
  - メン・イン・ブラック3（Men in Black III、2012年）
  - メン・イン・ブラック：インターナショナル（Men In Black: International、2019年）
- ディープ・インパクト（Deep Impact、1998年）
- ゾロ シリーズ（1998-2005年）
  - マスク・オブ・ゾロ（The Mask of Zorro、1998年）
  - レジェンド・オブ・ゾロ（The Legend of Zorro、2005年）
- チキンラン（Chicken Run、2000年）
- ミート・ザ・ペアレンツ（Meet The Parents、2000年）
- バガー・ヴァンスの伝説（The Legend of Bagger Vance、2000年）
- フリントストーン2/ビバ・ロック・ベガス（The Flintstones in Viva Rock Vegas、2000年）
- シュレック（Shrek、2001年）
- ジュラシック・パークシリーズ（1993年 - 2022年）
  - ジュラシック・パークIII（Jurassic Park III、2001年）
  - ジュラシック・ワールド（Jurassic World、2015年）
  - ジュラシック・ワールド/炎の王国（Jurassic World: Fallen Kingdom、2018年）
  - ジュラシック・ワールド/新たなる支配者（Jurassic World:Dominion、2022年）
- モンスター・ハウス（Monster House、2006年）
- トランスフォーマーシリーズ（2007年 - ）
  - トランスフォーマー（Transformers、2007年）
  - トランスフォーマー/リベンジ（Transformers: Revenge of the Fallen、2009年）
  - トランスフォーマー/ダークサイド・ムーン（Transformers: Dark of the Moon、2011年）
  - トランスフォーマー/ロストエイジ（Transformers: Age of Extinction、2014年）
  - トランスフォーマー/最後の騎士王（Transformers: The Last Knight、2017年）
  - バンブルビー（Bumblebee、2018年）
- イーグル・アイ（Eagle Eye、2008年）
- ラブリーボーン（The Lovely Bones、2009年）
- ヒア アフター（Hereafter、2010年）
- トゥルー・グリット（True Grit、2010年）
- カウボーイ & エイリアン（Cowboys & Aliens、2011年）
- リアル・スティール（Real Steel、2011年）
- ロック&キー（Locke & Key、2011年）（テレビ映画）
- ファースト・マン（First Man、2018年）
- キャッツ（Cats、2019年）
- ザ・ターニング（The Turning、2020年）
- Real Steel 2（TBA）
- John Williams a documentary film (TBA)

#### テレビシリーズ
製作総指揮を担当したテレビシリーズ作品。
- 世にも不思議なアメージング・ストーリー（ Amazing Stories、1985年 - 1987年）（監督、脚本も担当したエピソードもある）
- タイニー・トゥーンズ（Tiny Toon Adventures、1990年 - 1992年、1994年、1995年）（アニメ）
- アメリカ物語 ファイベルの冒険（Fievel's American Tails、1992年）（アニメ、クレジットなし）
- シークエスト（SeaQuest DSV、1993年 - 1995年）
- アニマニアックス（Animaniacs、1993年 - 1999年）（アニメ）
- ピンキー&ブレイン（Pinky and the Brain、1995年 - 2000年）（アニメ）
- Pinky, Elmyra & the Brain（Pinky, Elmyra & the Brain、1998年 - 1999年）（アニメ）
- Freakazoid!（1995年 - 1997年）（アニメ）
- ハイ・インシデント/警察ファイルJ High Incident（1996年 - 1997年）
- スティーブン・スピルバーグのトゥーンシルバニア（Toonsylvania、1998年）（アニメ）
- バンド・オブ・ブラザース（Band of Brothers、2001年）
- TAKEN（Taken、2002年）
- Into the West（Into the West、2005年）
- ユナイテッド・ステイツ・オブ・タラ（United States of Tara、2009年 - 2011年）
- フォーリング スカイズ（Falling Skies、2011年 - 2015年）
- Terra Nova 〜未来創世記（Terra Nova、2011年）
- ザ・パシフィック（The Pacific、2010年）
- SMASH（Smash、2012年）
- THE RIVER 呪いの川（The River、2012年）
- アンダー・ザ・ドーム（Under the Dome、2013年）
- エクスタント（Extant、2014年 - ）
- レッド・バンド・ソサエティ（英語版）（Red Band Society、2014年 - 2015年）
- 見えない訪問者 〜ザ・ウィスパーズ〜（英語版）（The Whispers、2015年）
- BULL / ブル 法廷を操る男（BULL、2016年 - 2019年）
- 伝説の映画監督 -ハリウッドと第二次世界大戦-（Five Came Back、2017年、スピルバーグ本人も出演しているドキュメンタリーTV）
- アメージング・ストーリー（Amazing Stories、2020年、リブート版）
- ジュラシック・ワールド/サバイバル・キャンプ（Jurassic World Camp Cretaceous、2020年 - 2022年）
- アニマニアックス（Animaniacs、2020年 - 2023年、リブート版）
- OSLO/オスロ（英語版）（OSLO、2021年、TV映画）
- HALO（HALO、2022年 - ）
- Gremlins: Secrets of the Mogwai（2023年 - ）
- タイニー・トゥーンズのハチャメチャ学園（Tiny Toons Looniversity、2023年 - 、リブート版）
- ジュラシック･ワールド/サバイバル・ミッション（英語版）（Jurassic World: Chaos Theory、2024年 - ）

### 脚本作品
スピルバーグは多くの作品を監督・プロデュースしているが、その一方で、脚本を行った作品は非常に少ない。また、『A.I.』はスタンリー・キューブリックの遺した原案のトリートメントを基に書いたもので、あまり“脚本家”とは肩書きされない。しかし、クレジットされていなくとも脚本の作業に参加することはあるという。
- 未知との遭遇（Close Encounters of the Third Kind、1977年）
- ポルターガイスト（Poltergeist、1982年）
- A.I.（A.I. Artificial Intelligence、2001年）
- フェイブルマンズ（The Fabelmans、2022年）

### ミュージックビデオ
スピルバーグは長年、ミュージックビデオを監督したことはなかった。2022年、マーカス・マムフォードのために「Cannibal」のミュージック・ビデオを初めて監督した。スピルバーグ自身がスマホで撮影したワンショットのビデオで、スピルバーグが座っている事務用イスは妻のケイト・キャプショーが動かした。
- Cannibal（Marcus Mumford、2022年）

### カメオ出演
- ブルース・ブラザース The Blues Brothers（1980年） - 納税課職員
- インディ・ジョーンズ/魔宮の伝説 Indiana Jones and the Temple of Doom（1984年）
- グレムリン Gremlins（1984年）
- バニラ・スカイ Vanilla Sky（2001年）
- オースティン・パワーズ ゴールドメンバー Austin Powers in Goldmember（2002年）
- ER緊急救命室レトロスペクティブ（2009年） - インタビュー出演
- 宇宙人ポール Paul（2011年） - 声の出演

### ドキュメンタリーへの出演
- スピルバーグ! Spielberg（2017年）

## 受賞とノミネート
※本来は別のプロデューサーが受取人である作品賞の受賞・ノミネートも含む。
| 賞                                     | 年     | 部門                                     | 作品                                                              | 結果        |
| -------------------------------------- | ------ | ---------------------------------------- | ----------------------------------------------------------------- | ----------- |
| カンヌ国際映画祭                       | 1974年 | パルム・ドール                           | 『続・激突!/カージャック』                                        | ノミネート  |
| カンヌ国際映画祭                       | 1974年 | 脚本賞                                   | 『続・激突!/カージャック』                                        | 受賞        |
| アカデミー賞                           | 1975年 | 作品賞                                   | 『ジョーズ』                                                      | ノミネート  |
| アカデミー賞                           | 1977年 | 監督賞                                   | 『未知との遭遇』                                                  | ノミネート  |
| アカデミー賞                           | 1981年 | 作品賞                                   | 『レイダース/失われたアーク《聖櫃》』                             | ノミネート  |
| アカデミー賞                           | 1981年 | 監督賞                                   | 『レイダース/失われたアーク《聖櫃》』                             | ノミネート  |
| アカデミー賞                           | 1982年 | 作品賞                                   | 『E.T.』                                                          | ノミネート  |
| アカデミー賞                           | 1982年 | 監督賞                                   | 『E.T.』                                                          | ノミネート  |
| アカデミー賞                           | 1985年 | 作品賞                                   | 『カラーパープル』                                                | ノミネート  |
| アカデミー賞                           | 1986年 | アービング・G・タルバーグ賞              | -                                                                 | 受賞        |
| アカデミー賞                           | 1993年 | 作品賞                                   | 『シンドラーのリスト』                                            | 受賞        |
| アカデミー賞                           | 1993年 | 監督賞                                   | 『シンドラーのリスト』                                            | 受賞        |
| アカデミー賞                           | 1998年 | 作品賞                                   | 『プライベート・ライアン』                                        | ノミネート  |
| アカデミー賞                           | 1998年 | 監督賞                                   | 『プライベート・ライアン』                                        | 受賞        |
| アカデミー賞                           | 2005年 | 作品賞                                   | 『ミュンヘン』                                                    | ノミネート  |
| アカデミー賞                           | 2005年 | 監督賞                                   | 『ミュンヘン』                                                    | ノミネート  |
| アカデミー賞                           | 2006年 | 作品賞                                   | 『硫黄島からの手紙』                                              | ノミネート  |
| アカデミー賞                           | 2011年 | 作品賞                                   | 『戦火の馬』                                                      | ノミネート  |
| アカデミー賞                           | 2012年 | 作品賞                                   | 『リンカーン』                                                    | ノミネート  |
| アカデミー賞                           | 2012年 | 監督賞                                   | 『リンカーン』                                                    | ノミネート  |
| アカデミー賞                           | 2015年 | 作品賞                                   | 『ブリッジ・オブ・スパイ』                                        | ノミネート  |
| アカデミー賞                           | 2017年 | 作品賞                                   | 『ペンタゴン・ペーパーズ/最高機密文書』                           | ノミネート  |
| アカデミー賞                           | 2021年 | 作品賞                                   | 『ウエスト・サイド・ストーリー』                                  | ノミネート  |
| アカデミー賞                           | 2021年 | 監督賞                                   | 『ウエスト・サイド・ストーリー』                                  | ノミネート  |
| アカデミー賞                           | 2022年 | 作品賞                                   | 『フェイブルマンズ』                                              | ノミネート  |
| アカデミー賞                           | 2022年 | 監督賞                                   | 『フェイブルマンズ』                                              | ノミネート  |
| アカデミー賞                           | 2022年 | 脚本賞                                   | 『フェイブルマンズ』                                              | ノミネート  |
| アカデミー賞                           | 2023年 | 作品賞                                   | 『マエストロ:その音楽と愛と』                                     | ノミネート  |
| ゴールデングローブ賞                   | 1975年 | 作品賞 (ドラマ部門)                      | 『ジョーズ』                                                      | ノミネート  |
| ゴールデングローブ賞                   | 1975年 | 監督賞                                   | 『ジョーズ』                                                      | ノミネート  |
| ゴールデングローブ賞                   | 1977年 | 作品賞 (ドラマ部門)                      | 『未知との遭遇』                                                  | ノミネート  |
| ゴールデングローブ賞                   | 1977年 | 監督賞                                   | 『未知との遭遇』                                                  | ノミネート  |
| ゴールデングローブ賞                   | 1977年 | 脚本賞                                   | 『未知との遭遇』                                                  | ノミネート  |
| ゴールデングローブ賞                   | 1981年 | 監督賞                                   | 『レイダース/失われたアーク《聖櫃》』                             | ノミネート  |
| ゴールデングローブ賞                   | 1982年 | 作品賞 (ドラマ部門)                      | 『E.T.』                                                          | 受賞        |
| ゴールデングローブ賞                   | 1982年 | 監督賞                                   | 『E.T.』                                                          | ノミネート  |
| ゴールデングローブ賞                   | 1985年 | 作品賞 (ドラマ部門)                      | 『カラーパープル』                                                | ノミネート  |
| ゴールデングローブ賞                   | 1985年 | 監督賞                                   | 『カラーパープル』                                                | ノミネート  |
| ゴールデングローブ賞                   | 1987年 | 作品賞 (ドラマ部門)                      | 『太陽の帝国』                                                    | ノミネート※ |
| ゴールデングローブ賞                   | 1993年 | 作品賞 (ドラマ部門)                      | 『シンドラーのリスト』                                            | 受賞        |
| ゴールデングローブ賞                   | 1993年 | 監督賞                                   | 『シンドラーのリスト』                                            | 受賞        |
| ゴールデングローブ賞                   | 1997年 | 作品賞 (ドラマ部門)                      | 『アミスタッド』                                                  | ノミネート  |
| ゴールデングローブ賞                   | 1997年 | 監督賞                                   | 『アミスタッド』                                                  | ノミネート  |
| ゴールデングローブ賞                   | 1998年 | 作品賞 (ドラマ部門)                      | 『プライベート・ライアン』                                        | 受賞        |
| ゴールデングローブ賞                   | 1998年 | 監督賞                                   | 『プライベート・ライアン』                                        | 受賞        |
| ゴールデングローブ賞                   | 2001年 | 監督賞                                   | 『A.I.』                                                          | ノミネート  |
| ゴールデングローブ賞                   | 2005年 | 監督賞                                   | 『ミュンヘン』                                                    | ノミネート  |
| ゴールデングローブ賞                   | 2008年 | セシル・B・デミル賞                      | -                                                                 | 受賞        |
| ゴールデングローブ賞                   | 2011年 | 作品賞 (ドラマ部門)                      | 『戦火の馬』                                                      | ノミネート  |
| ゴールデングローブ賞                   | 2011年 | アニメ映画賞                             | 『タンタンの冒険/ユニコーン号の秘密』                             | 受賞        |
| ゴールデングローブ賞                   | 2012年 | 作品賞 (ドラマ部門)                      | 『リンカーン』                                                    | ノミネート  |
| ゴールデングローブ賞                   | 2012年 | 監督賞                                   | 『リンカーン』                                                    | ノミネート  |
| ゴールデングローブ賞                   | 2017年 | 作品賞 (ドラマ部門)                      | 『ペンタゴン・ペーパーズ/最高機密文書』                           | ノミネート  |
| ゴールデングローブ賞                   | 2017年 | 監督賞                                   | 『ペンタゴン・ペーパーズ/最高機密文書』                           | ノミネート  |
| ゴールデングローブ賞                   | 2021年 | 作品賞 (ミュージカル・コメディ部門)      | 『ウェスト・サイド・ストーリー』                                  | 受賞        |
| ゴールデングローブ賞                   | 2021年 | 監督賞                                   | 『ウェスト・サイド・ストーリー』                                  | ノミネート  |
| ゴールデングローブ賞                   | 2022年 | 作品賞 (ドラマ部門)                      | 『フェイブルマンズ』                                              | 受賞        |
| ゴールデングローブ賞                   | 2022年 | 監督賞                                   | 『フェイブルマンズ』                                              | 受賞        |
| ゴールデングローブ賞                   | 2022年 | 脚本賞                                   | 『フェイブルマンズ』                                              | ノミネート  |
| ゴールデングローブ賞                   | 2023年 | 作品賞 (ドラマ部門)                      | 『マエストロ:その音楽と愛と』                                     | ノミネート  |
| 英国アカデミー賞                       | 1975年 | 作品賞                                   | 『ジョーズ』                                                      | ノミネート  |
| 英国アカデミー賞                       | 1975年 | 監督賞                                   | 『ジョーズ』                                                      | ノミネート  |
| 英国アカデミー賞                       | 1978年 | 作品賞                                   | 『未知との遭遇』                                                  | ノミネート  |
| 英国アカデミー賞                       | 1978年 | 監督賞                                   | 『未知との遭遇』                                                  | ノミネート  |
| 英国アカデミー賞                       | 1978年 | 脚本賞                                   | 『未知との遭遇』                                                  | ノミネート  |
| 英国アカデミー賞                       | 1981年 | 作品賞                                   | 『レイダース/失われたアーク《聖櫃》』                             | ノミネート  |
| 英国アカデミー賞                       | 1982年 | 作品賞                                   | 『E.T.』                                                          | ノミネート  |
| 英国アカデミー賞                       | 1982年 | 監督賞                                   | 『E.T.』                                                          | ノミネート  |
| 英国アカデミー賞                       | 1985年 | フェローシップ賞                         | -                                                                 | 受賞        |
| 英国アカデミー賞                       | 1993年 | 作品賞                                   | 『シンドラーのリスト』                                            | 受賞        |
| 英国アカデミー賞                       | 1993年 | 監督賞                                   | 『シンドラーのリスト』                                            | 受賞        |
| 英国アカデミー賞                       | 1998年 | 作品賞                                   | 『プライベート・ライアン』                                        | ノミネート  |
| 英国アカデミー賞                       | 1998年 | 監督賞                                   | 『プライベート・ライアン』                                        | ノミネート  |
| 英国アカデミー賞                       | 2011年 | アニメ映画賞                             | 『タンタンの冒険/ユニコーン号の秘密』                             | ノミネート  |
| 英国アカデミー賞                       | 2012年 | 作品賞                                   | 『リンカーン』                                                    | ノミネート  |
| 英国アカデミー賞                       | 2015年 | 作品賞                                   | 『ブリッジ・オブ・スパイ』                                        | ノミネート  |
| 英国アカデミー賞                       | 2015年 | 監督賞                                   | 『ブリッジ・オブ・スパイ』                                        | ノミネート  |
| 英国アカデミー賞                       | 2022年 | オリジナル脚本賞                         | 『フェイブルマンズ』                                              | ノミネート  |
| 全米監督協会賞                         | 1975年 | 長編映画監督賞                           | 『ジョーズ』                                                      | ノミネート  |
| 全米監督協会賞                         | 1977年 | 長編映画監督賞                           | 『未知との遭遇』                                                  | ノミネート  |
| 全米監督協会賞                         | 1981年 | 長編映画監督賞                           | 『レイダース/失われたアーク《聖櫃》』                             | ノミネート  |
| 全米監督協会賞                         | 1982年 | 長編映画監督賞                           | 『E.T.』                                                          | ノミネート  |
| 全米監督協会賞                         | 1985年 | 長編映画監督賞                           | 『カラーパープル』                                                | 受賞        |
| 全米監督協会賞                         | 1987年 | 長編映画監督賞                           | 『太陽の帝国』                                                    | ノミネート  |
| 全米監督協会賞                         | 1993年 | 長編映画監督賞                           | 『シンドラーのリスト』                                            | 受賞        |
| 全米監督協会賞                         | 1997年 | 長編映画監督賞                           | 『アミスタッド』                                                  | ノミネート  |
| 全米監督協会賞                         | 1998年 | 長編映画監督賞                           | 『プライベート・ライアン』                                        | 受賞        |
| 全米監督協会賞                         | 1999年 | 生涯功労賞                               | -                                                                 | 受賞        |
| 全米監督協会賞                         | 2005年 | 長編映画監督賞                           | 『ミュンヘン』                                                    | ノミネート  |
| 全米監督協会賞                         | 2012年 | 長編映画監督賞                           | 『リンカーン』                                                    | ノミネート  |
| 全米監督協会賞                         | 2021年 | 長編映画監督賞                           | 『ウェスト・サイド・ストーリー』                                  | ノミネート  |
| 全米監督協会賞                         | 2022年 | 長編映画監督賞                           | 『フェイブルマンズ』                                              | ノミネート  |
| 全米映画批評家協会賞                   | 1977年 | 作品賞                                   | 『未知との遭遇』                                                  | 3位         |
| 全米映画批評家協会賞                   | 1977年 | 監督賞                                   | 『未知との遭遇』                                                  | 2位         |
| 全米映画批評家協会賞                   | 1982年 | 作品賞                                   | 『E.T.』                                                          | 2位         |
| 全米映画批評家協会賞                   | 1982年 | 監督賞                                   | 『E.T.』                                                          | 受賞        |
| 全米映画批評家協会賞                   | 1993年 | 作品賞                                   | 『シンドラーのリスト』                                            | 受賞        |
| 全米映画批評家協会賞                   | 1993年 | 監督賞                                   | 『シンドラーのリスト』                                            | 受賞        |
| 全米映画批評家協会賞                   | 1998年 | 作品賞                                   | 『プライベート・ライアン』                                        | 3位         |
| 全米映画批評家協会賞                   | 1998年 | 監督賞                                   | 『プライベート・ライアン』                                        | 2位         |
| ニューヨーク映画批評家協会賞           | 1977年 | 作品賞                                   | 『未知との遭遇』                                                  | 次点        |
| ニューヨーク映画批評家協会賞           | 1977年 | 監督賞                                   | 『未知との遭遇』                                                  | 次点        |
| ニューヨーク映画批評家協会賞           | 1982年 | 作品賞                                   | 『E.T.』                                                          | 次点        |
| ニューヨーク映画批評家協会賞           | 1982年 | 監督賞                                   | 『E.T.』                                                          | 次点        |
| ニューヨーク映画批評家協会賞           | 1993年 | 作品賞                                   | 『シンドラーのリスト』                                            | 受賞        |
| ニューヨーク映画批評家協会賞           | 1993年 | 監督賞                                   | 『シンドラーのリスト』                                            | 次点        |
| ニューヨーク映画批評家協会賞           | 1998年 | 作品賞                                   | 『プライベート・ライアン』                                        | 受賞        |
| ニューヨーク映画批評家協会賞           | 1998年 | 監督賞                                   | 『プライベート・ライアン』                                        | 次点        |
| ニューヨーク映画批評家協会賞           | 2005年 | 監督賞                                   | 『ミュンヘン』                                                    | 次点        |
| サターン賞                             | 1977年 | 監督賞                                   | 『未知との遭遇』                                                  | 受賞        |
| サターン賞                             | 1981年 | ファンタジー映画賞                       | 『レイダース/失われたアーク《聖櫃》』                             | 受賞        |
| サターン賞                             | 1981年 | 監督賞                                   | 『レイダース/失われたアーク《聖櫃》』                             | 受賞        |
| サターン賞                             | 1982年 | SF映画賞                                 | 『E.T.』                                                          | 受賞        |
| サターン賞                             | 1993年 | SF映画賞                                 | 『シンドラーのリスト』                                            | 受賞        |
| サターン賞                             | 1993年 | 監督賞                                   | 『シンドラーのリスト』                                            | 受賞        |
| サターン賞                             | 1998年 | アクション/アドベンチャー/スリラー映画賞 | 『プライベート・ライアン』                                        | 受賞        |
| サターン賞                             | 2001年 | SF映画賞                                 | 『A.I.』                                                          | 受賞        |
| サターン賞                             | 2001年 | 脚本賞                                   | 『A.I.』                                                          | 受賞        |
| サターン賞                             | 2002年 | SF映画賞                                 | 『マイノリティ・リポート』                                        | 受賞        |
| サターン賞                             | 2002年 | 監督賞                                   | 『マイノリティ・リポート』                                        | 受賞        |
| ダヴィッド・ディ・ドナテッロ賞         | 1978年 | 外国映画賞                               | 『未知との遭遇』                                                  | 受賞        |
| ダヴィッド・ディ・ドナテッロ賞         | 1983年 | 外国監督賞                               | 『E.T.』                                                          | 受賞        |
| ダヴィッド・ディ・ドナテッロ賞         | 1986年 | 外国プロダクション賞                     | 『バック・トゥ・ザ・フューチャー』                                | 受賞        |
| ダヴィッド・ディ・ドナテッロ賞         | 2016年 | 外国映画賞                               | 『ブリッジ・オブ・スパイ』                                        | 受賞        |
| ダヴィッド・ディ・ドナテッロ賞         | 2018年 | 特別賞                                   | -                                                                 | 受賞        |
| ボストン映画批評家協会賞               | 1981年 | 監督賞                                   | 『レイダース/失われたアーク《聖櫃》』                             | 受賞        |
| ボストン映画批評家協会賞               | 1982年 | 作品賞                                   | 『E.T.』                                                          | 受賞        |
| ボストン映画批評家協会賞               | 1982年 | 監督賞                                   | 『E.T.』                                                          | 受賞        |
| ボストン映画批評家協会賞               | 1993年 | 作品賞                                   | 『シンドラーのリスト』                                            | 受賞        |
| ボストン映画批評家協会賞               | 1993年 | 監督賞                                   | 『シンドラーのリスト』                                            | 受賞        |
| ボストン映画批評家協会賞               | 1998年 | 作品賞                                   | 『プライベート・ライアン』                                        | 3位         |
| ボストン映画批評家協会賞               | 1998年 | 監督賞                                   | 『プライベート・ライアン』                                        | 2位         |
| ボストン映画批評家協会賞               | 2005年 | 作品賞                                   | 『ミュンヘン』                                                    | 次点        |
| ボストン映画批評家協会賞               | 2005年 | 監督賞                                   | 『ミュンヘン』                                                    | 次点        |
| ロサンゼルス映画批評家協会賞           | 1982年 | 作品賞                                   | 『E.T.』                                                          | 受賞        |
| ロサンゼルス映画批評家協会賞           | 1982年 | 監督賞                                   | 『E.T.』                                                          | 受賞        |
| ロサンゼルス映画批評家協会賞           | 1993年 | 作品賞                                   | 『シンドラーのリスト』                                            | 受賞        |
| ロサンゼルス映画批評家協会賞           | 1998年 | 作品賞                                   | 『プライベート・ライアン』                                        | 受賞        |
| ロサンゼルス映画批評家協会賞           | 1998年 | 監督賞                                   | 『プライベート・ライアン』                                        | 受賞        |
| ヒューゴー賞                           | 1982年 | 映像部門                                 | 『レイダース/失われたアーク《聖櫃》』                             | 受賞        |
| ヒューゴー賞                           | 1990年 | 映像部門                                 | 『インディ・ジョーンズ/最後の聖戦』                               | 受賞        |
| ヒューゴー賞                           | 1994年 | 映像部門                                 | 『ジュラシック・パーク』                                          | 受賞        |
| セザール賞                             | 1982年 | 外国映画賞                               | 『レイダース/失われたアーク《聖櫃》』                             | ノミネート  |
| セザール賞                             | 1983年 | 外国映画賞                               | 『E.T.』                                                          | ノミネート  |
| セザール賞                             | 1995年 | 外国映画賞                               | 『シンドラーのリスト』                                            | ノミネート  |
| セザール賞                             | 1995年 | 名誉賞                                   | -                                                                 | 受賞        |
| セザール賞                             | 1999年 | 外国映画賞                               | 『プライベート・ライアン』                                        | ノミネート  |
| セザール賞                             | 2003年 | 外国映画賞                               | 『マイノリティ・リポート』                                        | ノミネート  |
| フォトグラマス・デ・プラータ           | 1982年 | 外国語映画賞                             | 『E.T.』                                                          | 受賞        |
| キネマ旬報ベスト・テン                 | 1982年 | 外国映画ベスト・テン                     | 『E.T.』                                                          | 1位         |
| キネマ旬報ベスト・テン                 | 1982年 | 外国映画監督賞                           | 『E.T.』                                                          | 受賞        |
| ナショナル・ボード・オブ・レビュー賞   | 1985年 | 作品賞                                   | 『カラーパープル』                                                | 受賞        |
| ナショナル・ボード・オブ・レビュー賞   | 1987年 | 作品賞                                   | 『太陽の帝国』                                                    | 受賞        |
| ナショナル・ボード・オブ・レビュー賞   | 1987年 | 監督賞                                   | 『太陽の帝国』                                                    | 受賞        |
| ナショナル・ボード・オブ・レビュー賞   | 1993年 | 作品賞                                   | 『シンドラーのリスト』                                            | 受賞        |
| ナショナル・ボード・オブ・レビュー賞   | 2001年 | ビリー・ワイルダー賞                     | -                                                                 | 受賞        |
| ナショナル・ボード・オブ・レビュー賞   | 2017年 | 作品賞                                   | 『ペンタゴン・ペーパーズ/最高機密文書』                           | 受賞        |
| ナショナル・ボード・オブ・レビュー賞   | 2022年 | 監督賞                                   | 『フェイブルマンズ』                                              | 受賞        |
| ヴェネツィア国際映画祭                 | 1993年 | 栄誉金獅子賞                             | -                                                                 | 受賞        |
| ヴェネツィア国際映画祭                 | 2001年 | Future Film Festival Digital Award       | 『A.I.』                                                          | 受賞        |
| シカゴ映画批評家協会賞                 | 1993年 | 作品賞                                   | 『シンドラーのリスト』                                            | 受賞        |
| シカゴ映画批評家協会賞                 | 1993年 | 監督賞                                   | 『シンドラーのリスト』                                            | 受賞        |
| シカゴ映画批評家協会賞                 | 1998年 | 作品賞                                   | 『プライベート・ライアン』                                        | 受賞        |
| ダラス・フォートワース映画批評家協会賞 | 1993年 | 作品賞                                   | 『シンドラーのリスト』                                            | 受賞        |
| ダラス・フォートワース映画批評家協会賞 | 1993年 | 監督賞                                   | 『シンドラーのリスト』                                            | 受賞        |
| ダラス・フォートワース映画批評家協会賞 | 1998年 | 作品賞                                   | 『プライベート・ライアン』                                        | 受賞        |
| ダラス・フォートワース映画批評家協会賞 | 1998年 | 監督賞                                   | 『プライベート・ライアン』                                        | 受賞        |
| ダラス・フォートワース映画批評家協会賞 | 2012年 | 作品賞                                   | 『リンカーン』                                                    | 受賞        |
| ロンドン映画批評家協会賞               | 1994年 | 作品賞                                   | 『シンドラーのリスト』                                            | 受賞        |
| ロンドン映画批評家協会賞               | 1994年 | 監督賞                                   | 『シンドラーのリスト』                                            | 受賞        |
| ロンドン映画批評家協会賞               | 1998年 | 作品賞                                   | 『プライベート・ライアン』                                        | 受賞        |
| AFI賞                                  | 1995年 | 生涯功労賞                               | -                                                                 | 受賞        |
| 放送映画批評家協会賞                   | 1998年 | 作品賞                                   | 『プライベート・ライアン』                                        | 受賞※       |
| 放送映画批評家協会賞                   | 1998年 | 監督賞                                   | 『プライベート・ライアン』                                        | 受賞        |
| 放送映画批評家協会賞                   | 2002年 | 監督賞                                   | 『キャッチ・ミー・イフ・ユー・キャン』 『マイノリティ・リポート』 | 受賞        |
| オンライン映画批評家協会賞             | 1998年 | 作品賞                                   | 『プライベート・ライアン』                                        | 受賞        |
| オンライン映画批評家協会賞             | 1998年 | 監督賞                                   | 『プライベート・ライアン』                                        | 受賞        |
| トロント映画批評家協会賞               | 1998年 | 作品賞                                   | 『プライベート・ライアン』                                        | 受賞        |
| トロント映画批評家協会賞               | 1998年 | 監督賞                                   | 『プライベート・ライアン』                                        | 受賞        |
| ナストロ・ダルジェント賞               | 1999年 | 外国監督賞                               | 『プライベート・ライアン』                                        | 受賞        |
| 東京国際映画祭                         | 2004年 | 黒澤明賞                                 | -                                                                 | 受賞        |
| 視覚効果協会賞                         | 2008年 | 生涯功労賞                               | -                                                                 | 受賞        |
| アニー賞                               | 2014年 | ウィンザー・マッケイ賞                   | -                                                                 | 受賞        |

### 勲章・称号など
- 1998年：ドイツ連邦共和国功労勲章
- 2001年：大英帝国勲章
- 2004年：レジオンドヌール勲章シュヴァリエ[78]
- 2006年：ケネディ・センター名誉賞
- 2008年：レジオンドヌール勲章オフィシエ
- 2015年：大統領自由勲章